# Mesodinium chamaeleon
Mesodinium chamaeleon er en ciliat med en usædvanlig livsform, der kombinerer aspekter af både dyre- og planteriget.
Organismen blev opdaget af en dansk forsker i bunden af Nivå Bugt ved Øresundskysten i Nordsjælland. Den er grøn og har en levetid på et par måneder. Organismen kan kun ses gennem et mikroskop og det er endnu ikke lykkedes at få den til at gro i et laboratorium.
Det specielle ved organismen er at den får sin energi ved at spise andre organismer, samt ved fotosyntese. Dets primære føde er planter, der indeholder grønkorn. Beskrivelsen af organismen er blevet offentliggjort i The Journal of Eukaryotic Microbiology.